# Emmanuel Wanyonyi
Emmanuel Wanyonyi (né le 1er août 2004) est un athlète kényan, spécialiste du 800 mètres, champion olympique en 2024.

## Biographie

### Champion du monde junior (2021)
Il remporte le 800 m des championnats du monde juniors de 2021, à Nairobi au Kenya, en 1 min 43 s 76, nouveau record des championnats. Son record personnel avant cette compétition était de 1 min 45 s 81.
En 2022, Emmanuel Wanyonyi remporte l'épreuve Ligue de diamant du Meeting international Mohammed-VI de Rabat en 1 min 45 s 47. Sélectionné à 17 ans seulement  pour les championnats du monde, fin juillet à Eugene aux États-Unis, il se classe 4e de l'épreuve du 800 m derrière son compatriote Emmanuel Korir, l'Algérien Djamel Sedjati et le Canadien Marco Arop.

### Vice-champion du monde (2023)

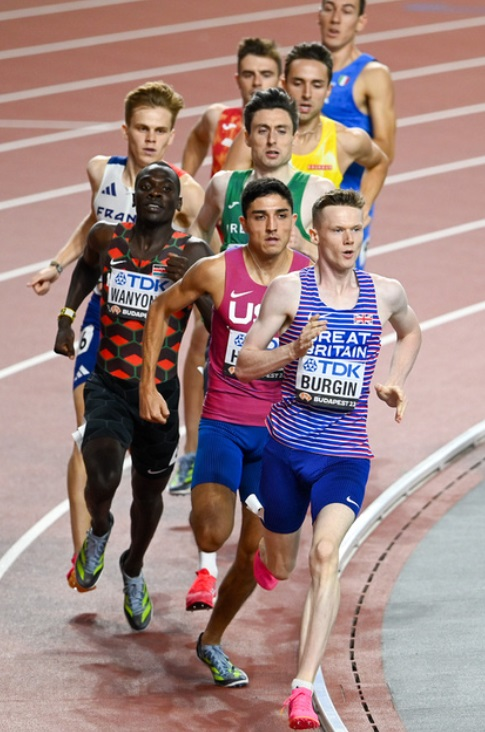
Emmanuel Wanyonyi lors des demi-finales des championnats du monde 2023.

En février 2023, il remporte la médaille d'or du relais mixte lors des championnats du monde de cross-country à Bathurst (Australie).
Il porte son record personnel sur 800 m à 1 min 43 s 32, le 13 mai 2023, lors du meeting de Nairobi puis enchaine deux autres succès en Ligue de diamant, à Rabat en 1 min 44 s 36, puis à Paris le 9 juin où il établit un nouveau record personnel en 1 min 43 s 27. Deuxième des sélections kényanes, il participe aux championnats du monde 2023 à Budapest et remporte la médaille d'argent derrière Marco Arop, dans le temps de 1 min 44 s 53. Le 2 septembre, il remporte le meeting Ligue de diamant de Xiamen en améliorant de 7/100e de seconde son record personnel (1 min 43 s 20). Il porte celui-ci à 1 min 42 s 80 lors de sa victoire en finale de la Ligue de diamant le 17 septembre à Eugene.

### Champion olympique, deuxième performance de tous les temps (2024)
Le 15 juin 2024 à Nairobi, en altitude, à l'occasion des sélections kényanes pour les Jeux olympiques, Emmanuel Wanyonyi améliore de près d'une seconde son record personnel en 1 min 41 s 70, devenant le troisième meilleur performeur de l'histoire du 800 m.
Le 10 août 2024, dans un des 800 m les plus rapide de tous les temps, Wanyonyi remporte le titre olympique en abaissant de nouveau son record personnel en 1 min 41 s 19, et devancçant d'un centième de seconde Marco Arop. C'est la cinquième fois de suite qu'un athlète Kenyan s'impose sur cette distance aux Jeux olympiques, après Wilfred Bungei (2008), David Rudisha (2012, 2016) et Emmanuel Korir (2021).
Le 22 août 2024, lors du meeting Athletissima à Lausanne, il réalise en 1 min 41 s 11 la deuxième meilleure performance de tous les temps, à égalité avec le Danois Wilson Kipketer (1997), échouant à 2/10e de seconde du record du monde de son compatriote David Rudisha (1 min 40 s 91 en 2012).

## Palmarès
| Date | Compétition                            | Lieu             | Résultat | Épreuve      | Temps         |
| ---- | -------------------------------------- | ---------------- | -------- | ------------ | ------------- |
| 2021 | Championnats du monde juniors          | Nairobi          | 1er      | 800 m        | 1 min 43 s 76 |
| 2022 | Championnats du monde                  | Eugene           | 4e       | 800 m        | 1 min 44 s 54 |
| 2023 | Championnats du monde de cross-country | Bathurst         | 1er      | Relais mixte | 23 min 14 s   |
| 2023 | Championnats du monde                  | Budapest         | 2e       | 800 m        | 1 min 44 s 53 |
| 2023 | Ligue de diamant                       | Ligue de diamant | 1er      | 800 m        | 1 min 42 s 80 |
| 2024 | Jeux olympiques                        | Paris            | 1re      | 800 m        | 1 min 41 s 19 |

## Records

### Records personnels
| Épreuve | Temps         | Lieu     | Date         |
| ------- | ------------- | -------- | ------------ |
| 800 m   | 1 min 41 s 11 | Lausanne | 23 août 2024 |

### Meilleures performances par année
| Année | 800 m         | Date              | Lieu    | Rang |
| ----- | ------------- | ----------------- | ------- | ---- |
| 2021  | 1 min 43 s 76 | 22 août 2021      | Nairobi | 9    |
| 2022  | 1 min 44 s 01 | 25 juin 2022      | Nairobi | 10   |
| 2023  | 1 min 42 s 80 | 17 septembre 2023 | Eugene  | 1    |
| 2024  | 1 min 41 s 11 | 17 septembre      | Paris   | 1    |